# Klinoklaz
Klinoklaz – minerał klasy arsenianów.

## Właściwości
Krystalizuje w układzie jednoskośnym. Wykształca kryształy o pokroju słupkowym oraz tabliczkowym. Występuje w skupieniach promienistych, nerkowatych, rozetowych, skorupowych i jako naloty. Jest minerałem kruchym, przezroczystym do półprzezroczystego. Posiada szklisty połysk oraz niebieskawozieloną rysę. 

## Występowanie
Występuje w strefie utleniania minerałów miedzi. Jest także rzadkim minerałem wtórnym występującym w utlenionych strefach bogatych w arsen złóż hydrotermalnych metali nieszlachetnych. Towarzyszą mu oliwenit, kornwalit, kwarc, chryzokola, konichalcyt, baryt, azuryt i malachit.

## Galeria

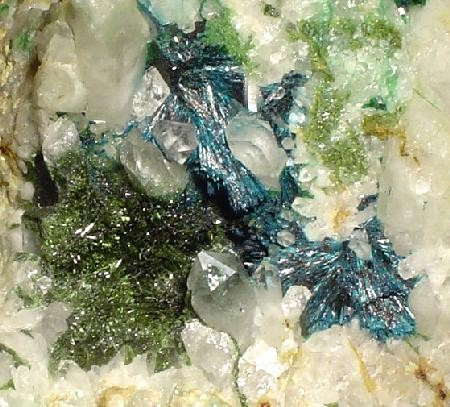
w towarzystwie oliwenitu i kwarcu z Anglii
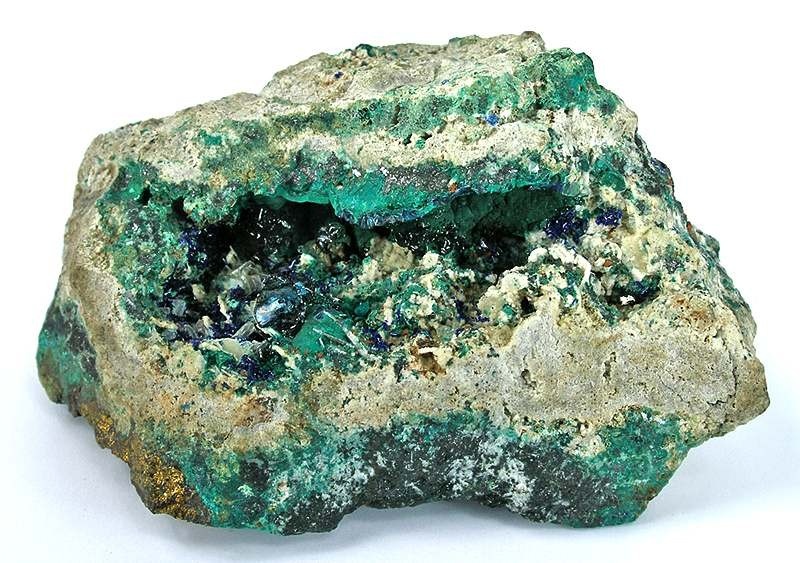
zielony klinoklaz z Utah
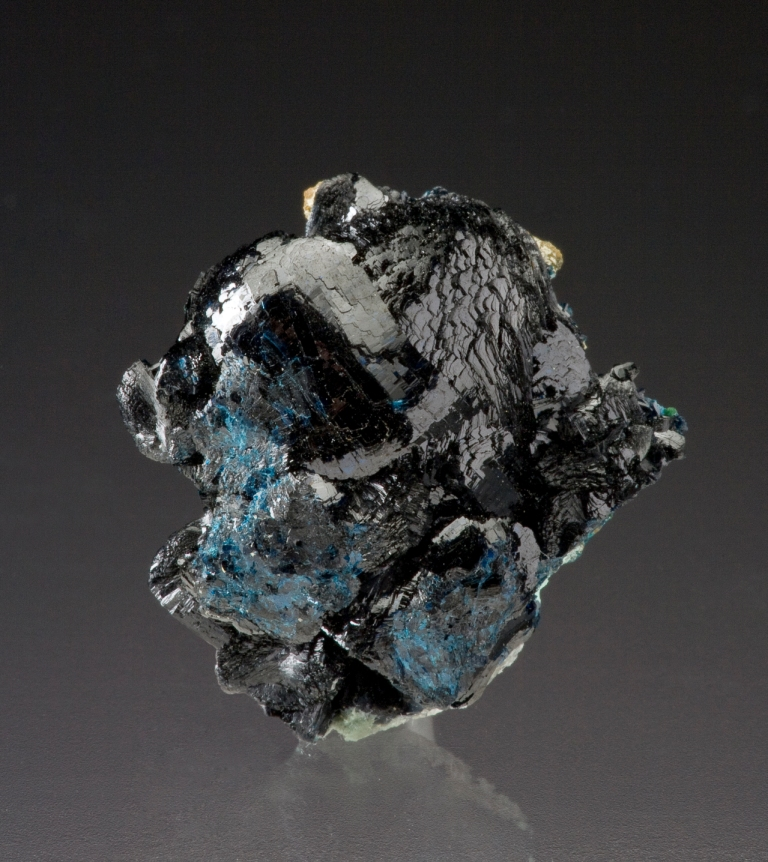
intensywnie niebieski okaz z Nevady

## Miejsce występowania
Najlepszej jakości okazy pochodzą z Kornwalii w Anglii oraz z Nevady i Utah. Na terenie USA spotykany także w Arizonie i Kalifornii. Występuje ponadto w Australii, Austrii, Chile, we Francji, Włoszech, Niemczech (Schwarzland), Słowacji, RPA oraz Hiszpanii. 